# Anthidiellum
Anthidiellum ist eine Gattung aus der Familie der Megachilidae. Die Gattung ist sehr weit verbreitet, sowohl in Nord- und Südamerika als auch in Eurasien, Afrika, der Orientalis und sogar in Nordaustralien. Es sind knapp 50 Arten beschrieben, aber nur eine in Mitteleuropa heimisch: Anthidiellum strigatum (syn. Anthidium strigatum).
Die Bienen der Gattung Anthidiellum werden auf Deutsch zum Teil Zwergharzbienen genannt oder Kleine Harzbienen. Manche Autoren zählen Anthidiellum zur Gattung Anthidium.

## Merkmale
Anthidiellum-Bienen haben einen schwarzen Körper mit gelber Zeichnung, der nur wenig behaart ist. Die Abdomenunterseite ist mit einer dichten Behaarung bestückt, die dem Pollentransport dient (Bauchsammler). Die Bienen sind ca. 6 bis 7 mm lang (amerikanische Arten bis 10 mm), sind also etwas kleiner als die Arten von Anthidium. Die Vorderflügel haben zwei Diskoidalzellen.

## Lebensweise
Die Anthidiellum-Bienen sind solitär lebende Bienen, die Pollen sammeln und Nester bauen. Die Nester bestehen aus Brutzellen, die einzeln oder in Gruppen an Steinen, Pflanzenstängeln oder an Baumstämmen frei aufgehängt sind. Die Nester werden aus Baumharz gebildet. Lediglich Arten der Untergattung Ranthidiellum in Südostasien haben Nester sind im Boden, aber auch mit Harz-Brutzellen.
Die einzige heimische Art ist polylektisch, sie sammelt aber besonders häufig an Hornklee. Sie fliegt Mitte Juni bis Mitte August, die Bienen überwintern als Ruhelarve im Kokon.
Die Männchen übernachten oft einzeln oder in Gruppen festgebissen an Pflanzenstängeln.

## Systematik
Die Gattung Anthidiellum gehört innerhalb der Unterfamilie Megachilinae zur Tribus Anthidini. Diese Tribus wird nach Michener (2007) in 37 Gattungen unterteilt. Anthidiellum gehört zur Dianthidium-Gattungsgruppe mit 11 weiteren Gattungen, darunter Icteranthidium und Rhodanthidium, die auch in Mitteleuropa vertreten sind.
Die Gattung Anthidiellum wird in sieben Untergattungen gegliedert, von denen die Untergattung  Pycnanthidium mit 22 Arten die artenreichste ist. Sie ist in Afrika, Südostasien bis Australien verbreitet. Anthidiellum s. str. ist mit ca. 7 Arten vom westlichen Mediterran über Europa bis Zentralasien und Indien verbreitet. Loyolanthidium mit ca. 8 Arten ist vor allem in Nordamerika verbreitet. Die anderen Untergattungen sind nur von wenigen (1 bis 3) Arten bekannt.

## Arten
In Mitteleuropa kommt nur die Art Anthidiellum strigatum vor, die über die ganze Paläarktis verbreitet ist. In Portugal, Spanien und Südfrankreich ist A. breviusculum zu finden, in Bulgarien, Zypern, Griechenland, Israel, Jordanien, Libanon, Syrien und der Türkei ist A. troodicum verbreitet und in Algerien, Marokko und Tunesien ist A. africanum verbreitet.

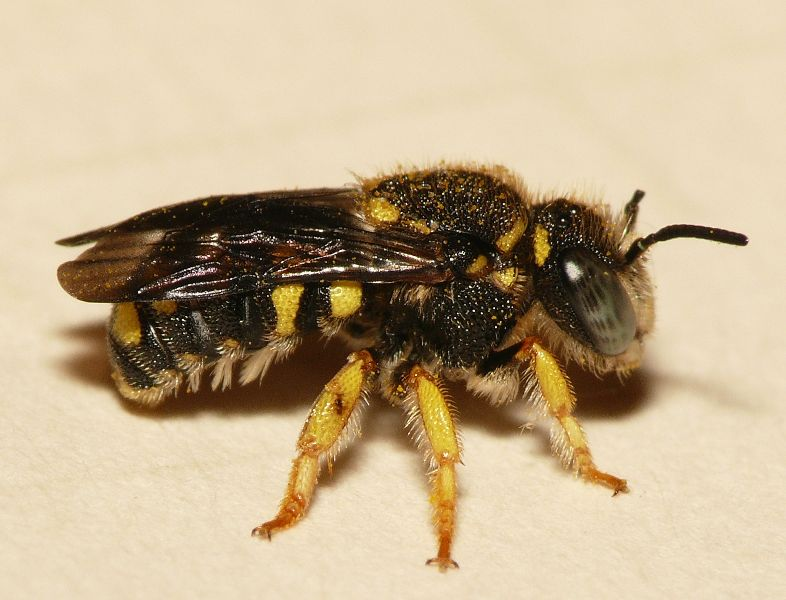
Anthidiellum strigatum, die einzige Art der Gattung, die auch in Europa vorkommt.